# Шерья (река)
Шерья — река в России, протекает в Карагайском и Нытвенском районах Пермского края. Устье реки находится в 13 км по левому берегу реки Нытва.
Длина реки составляет 38 км, площадь водосборного бассейна 166 км². Исток реки в лесу в 5 км к северо-востоку от посёлка Менделеево. Река течёт на юг, впадает в Нытву у деревни Шумиха.
Основные притоки — Вострохнутка (правый) и Фоминская (левый).
В низовьях реки образованы пруды рыбхоза «Шерья», крупнейшего рыбоводческого хозяйства Прикамья.
На Шерье стоит целый ряд населённых пунктов, крупнейшие из которых село Шерья, деревни Кадилово, Ерши, Опалиха.

## Данные водного реестра
По данным государственного водного реестра России относится к Камскому бассейновому округу, водохозяйственный участок реки — Кама от Камского гидроузла до Воткинского гидроузла, речной подбассейн реки — бассейны притоков Камы до впадения Белой. Речной бассейн реки — Кама.
Код объекта в государственном водном реестре — 110010101012111100014271.